# Fyzická intimita

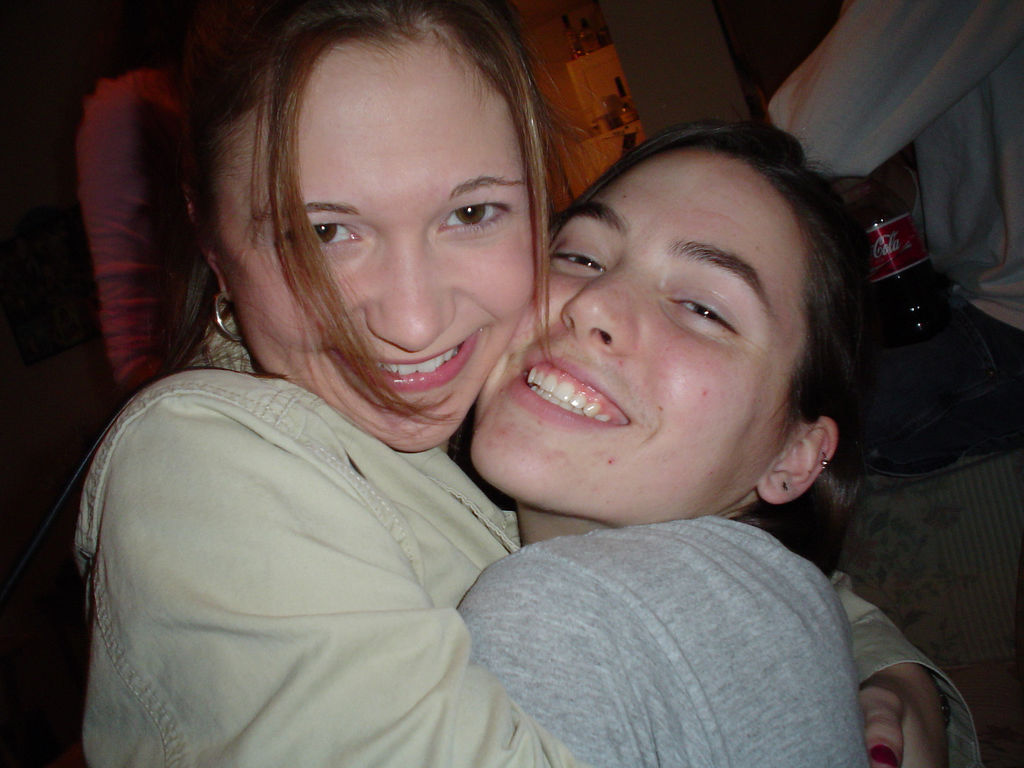
Dívky objímající se pro vyjádření vzájemnosti

Fyzická intimita je jakýkoliv fyzický kontakt od blízkosti až po sexualitu. Dotýkání se je důležité pro sociální a emocionální vazby lidí a výrazně ovlivňuje vnímání ostatních lidí.

## Přijatelnost dotýkání se lidí

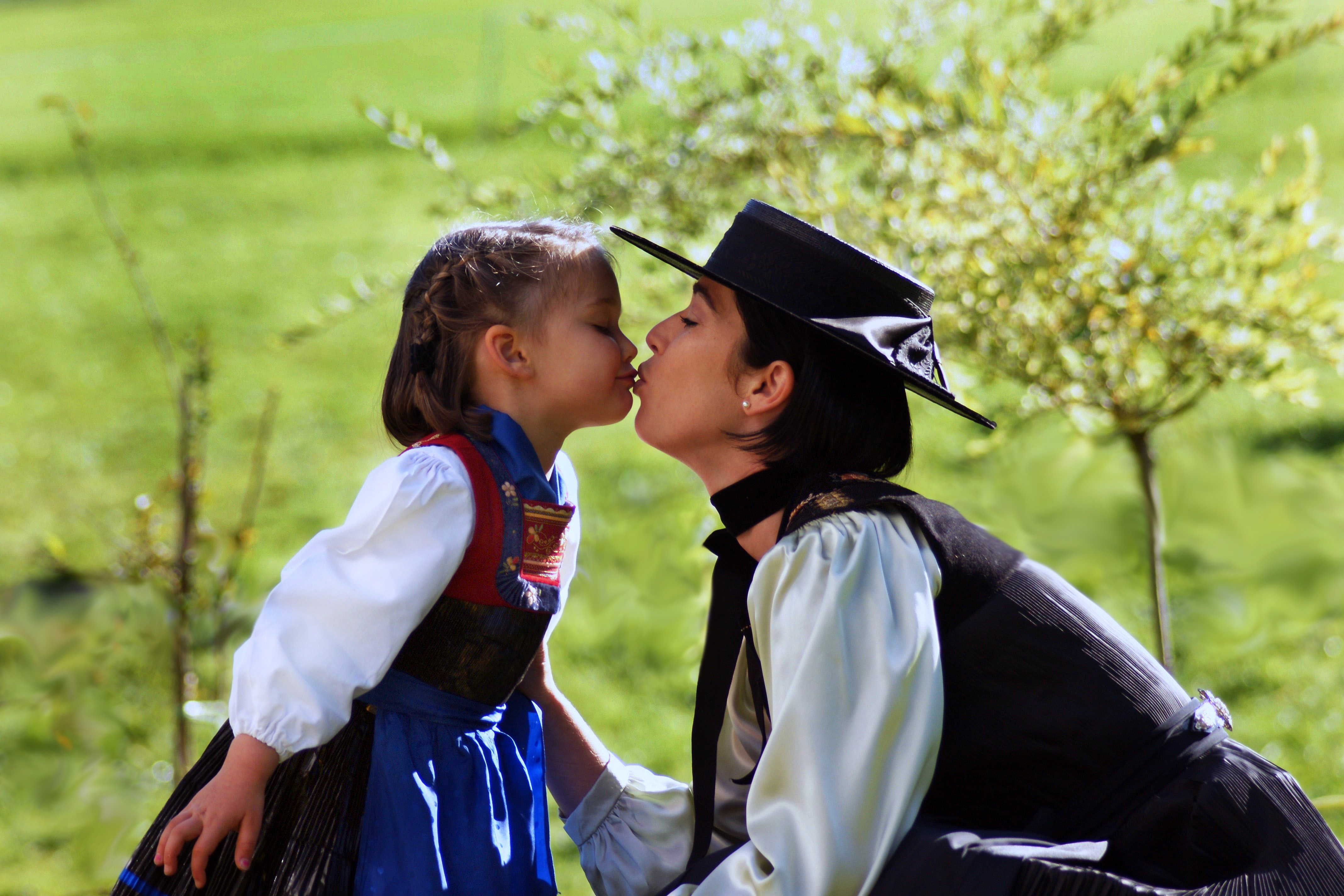
Matka s dcerou

Přijatelnost doteků na různých částech těla je závislá na dané lidské kultuře a zásadně pak na vztahu konkrétních osob od zcela cizí až po příslušníky nejbližší rodiny. Běžně chápanou normou je, že čím je člověk bližší, tím klesá oblast těla protějšku, která je pro něj tabu. Dalším faktorem, který určuje přijatelnost, je citlivost partií – čím větší uspokojení způsobuje dotýkání se dané partie, tím méně je dovolováno se jí dotýkat ostatními. Jediný vztah, v kterém v západní kultuře takřka nejsou žádná tabuizovaná místa na těle protějšku, je vztah partnerský. Uvnitř západní kultury jsou mezi jednotlivými místními kulturami rozdíly ve vnímání dotyků relativně malé.

## Partnerské dotyky

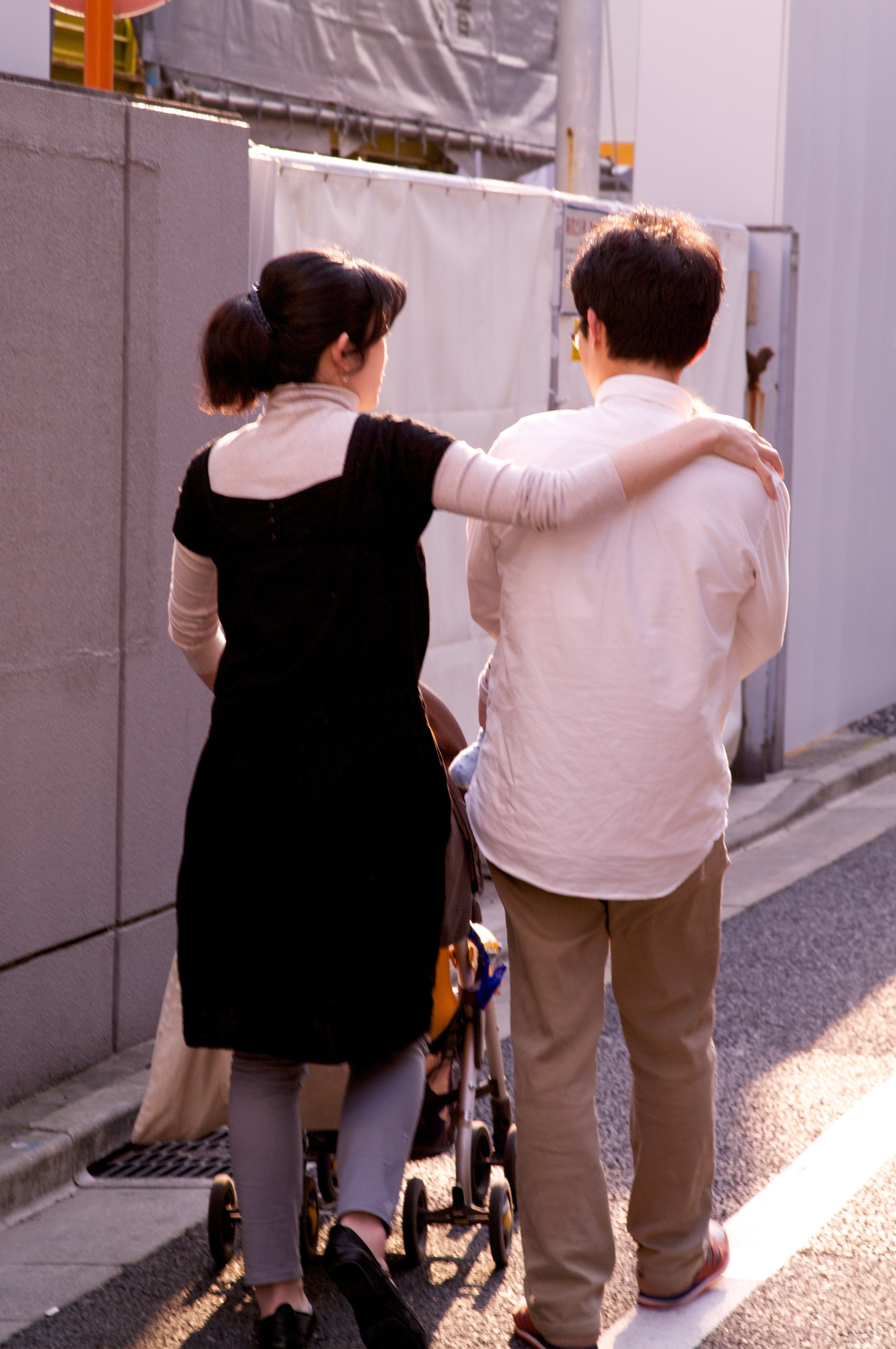
Rodina

Nejčastějším vyjádřením lásky k partnerovi je láskyplný fyzický kontakt o různé intenzitě od láskyplných něžností po pohlavní styk. Nedostatek fyzické intimity například při vztazích na dálku vede ke kompenzaci zařazením prostředků ke zvýšení intimity do komunikace partnerů. Tím může být například větší důvěrnost v rozhovoru nebo pozitivní a méně konfliktní nálada. Tyto prostředky potom mohou vyvolávat podobně pozitivní účinek na vztah a komunikaci partnerů, jako fyzická intimita.